# Sandra Johann
Sandra Johann (* 2. November 1985) ist eine deutsche Politikerin (CDU). Seit 2020 ist sie mit kurzer Unterbrechung 2022 Abgeordnete im Landtag des Saarlandes.

## Leben
Sandra Johann absolvierte ein Lehramtsstudium an der Universität Saarbrücken und unterrichtete als Lehrerin in Sulzbach/Saar.
Johann trat 2010 in die CDU ein. Sie ist stellvertretende Vorsitzende ihrer Partei in Spiesen-Elversberg. Dort gehört sie seit 2014 dem Gemeinderat an. Seit 2020 ist sie zudem Vorsitzende des Frauen Union Kreisverbandes Neunkirchen. Im Mai 2020 rückte sie für die ausgeschiedene Abgeordnete Ruth Meyer in den Landtag nach. Bei der Landtagswahl 2022 verfehlte sie zunächst den Wiedereinzug in den Landtag. Am 14. September 2022 rückte sie für die verstorbene Tanja Pavel wieder in den Landtag nach.